# Lonely Together
Lonely Together – singel szwedzkiego DJ–a Avicii z gościnnym udziałem Rity Ory, wydany 11 sierpnia 2017 roku przez Avicii Music.

## Lista utworów
- Digital download (11 sierpnia 2017)[2]

1. „Lonely Together” (Alan Walker Remix) – 2:59
2. „Lonely Together” (Dj Licious Remix) – 3:04
3. „Lonely Together” (Jaded Remix) – 3:36
4. „Lonely Together” (Dexter Remix) – 3:03

- Digital download (27 października 2017)[2]

1. „Lonely Together” (Acoustic) – 3:02

## Teledysk
Teledysk do utworu wyreżyserowany przez Levana Tsikurishviliego został opublikowany 18 września 2017 roku.

## Odbiór

### Nagrody
Teledysk do utworu otrzymał dwie nominacje do nagrody MTV Video Music Award (2018) w kategoriach Teledysk taneczny i Najlepsze efekty specjalne, będące kolejno drugą i trzecią nominacją w karierze artysty po śmierci artysty w kwietniu 2018.
Nagranie w Polsce uzyskało certyfikat złotej płyty.

### Pozycje na listach
| Państwo           | Lista (2017–2018)           | Najwyższa pozycja |
| ----------------- | --------------------------- | ----------------- |
| Szwecja           | Top 100 Singles             | 3                 |
| Węgry             | Single (track) Top 40 lista | 3                 |
| Wielka Brytania   | Singles Top 200             | 4                 |
| Irlandia          | Top 100 Singles             | 5                 |
| Norwegia          | Top 40 Singles              | 10                |
| Austria           | Singles Top 75              | 18                |
| Holandia          | Single Top 100              | 22                |
| Szwajcaria        | Singles Top 100             | 22                |
| Niemcy            | Top 100 Singles             | 24                |
| Australia         | Top 50 Singles              | 32                |
| Nowa Zelandia     | Top 40 Singles              | 34                |
| Belgia (Flandria) | Ultratop 50 Singles         | 36                |
| Dania             | Track Top-40                | 38                |
| Włochy            | Top 100 Singles             | 44                |
| Belgia (Walonia)  | Ultratop 50 Singles         | 46                |
| Kanada            | Billboard Canadian Hot 100  | 55                |
| Francja           | Top 200 Singles             | 58                |